# Clara Sachs

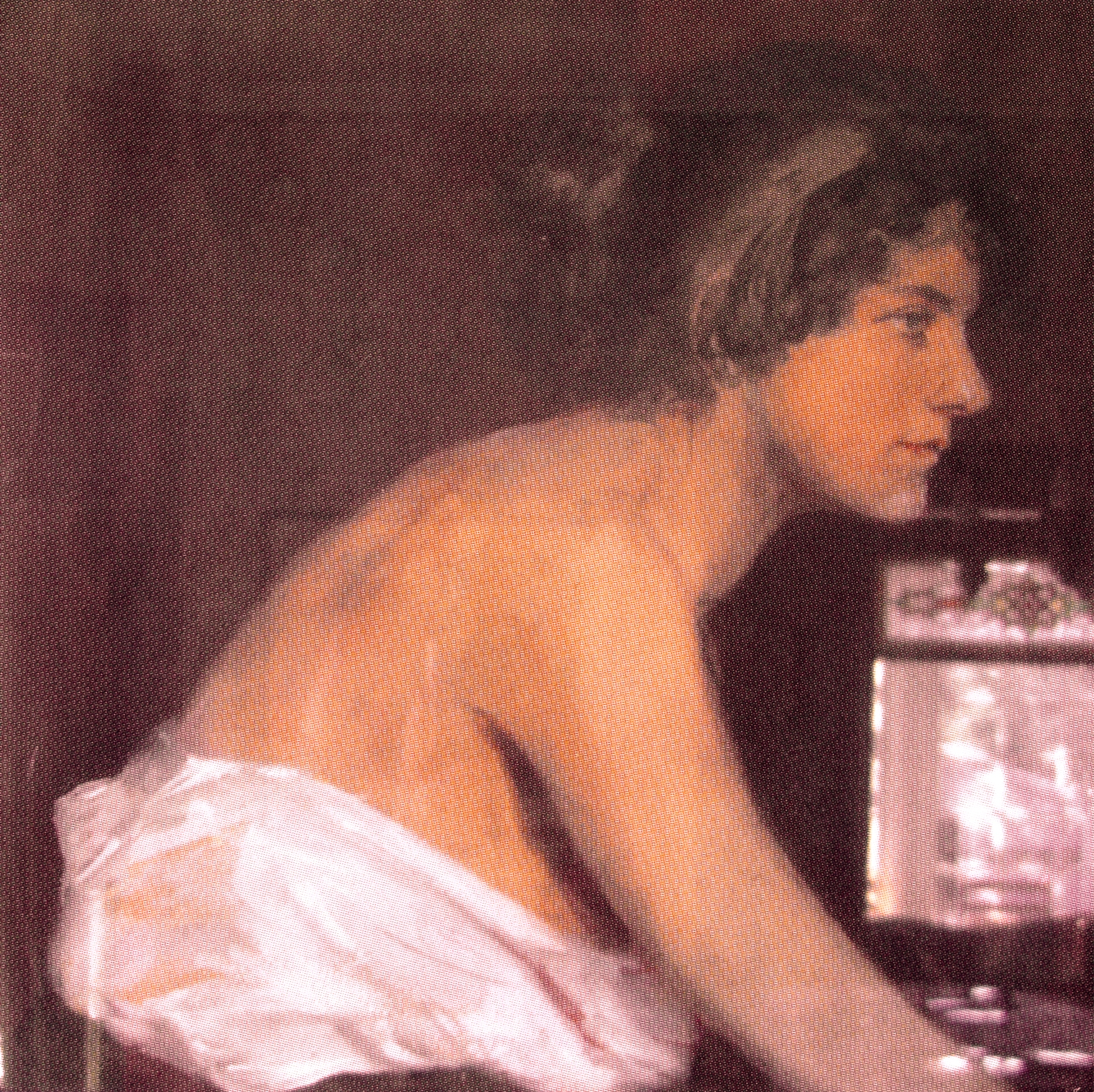
Porträt der Clara Immerwahr, 1900

Clara Sachs (geboren 6. Februar 1862 in Breslau; gestorben 1. Januar 1921 ebenda) war eine deutsche Malerin und Lithographin.

## Leben und Werk
Clara Sachs wurde als Tochter des wohlhabenden Breslauer Kaufmanns Leopold Moritz Sachs (1832–1897) und seiner Frau Sophie Sachs (1838–1905) 1862 in Breslau geboren. Die schlesische Malerin verkehrte in Pariser und Breslauer Künstlerkreisen. Ihr Atelier in der Fürstenstraße 110a befand sich in einem Haus, das wie die Villa Neisser im Schneitniger Park stand und seit 1902 ebenfalls dem eng mit der Malerin befreundeten Ehepaar Neisser gehörte. Das Gelände selbst war ein Stück Oderauwald, der ursprünglich in Fürstlich Hohenlohischem Besitz war, von der Stadt Breslau 1854 erworben und 1965 von Peter Joseph Lenné zu einem Englischen Garten umgestaltet worden war.
Clara Sachs war Mitglied im Deutschen Künstlerbund. Ein Teil ihrer Bilder hängte heute im Nationalmuseum in Breslau in der Sammlung zur Schlesischen Kunst seit dem 16. Jahrhundert.

## Werk
Ihr bevorzugtes Sujet waren Landschaftsbilder und Blumenstillleben. Zu ihren künstlerischen Lehrern gehören Carl Cowen Schirm, Hermann Bayer, Julius Jacob und Carl von Marr. Sie wird den Impressionisten zugerechnet.